# Jaromír Bláha
Jaromír Bláha (* 23. července 1970 v Českém Brodě) je český veterinář, komunální politik, občanský aktivista, vedoucí a zakladatel programu Lesy v Hnutí DUHA.

## Život
Vystudoval obor všeobecné veterinární lékařství na Fakultě veterinárního lékařství Veterinární a farmaceutická univerzity v Brně. V současnosti pracuje v Hnutí DUHA v programu Krajina a zároveň jako endokrinolog a internista psů a koček ve Veterinární nemocnici Český Brod. Žije v Dobříši v domku z FSC dřeva ze svitavských lesů.

### Občanské aktivity
Jaromír Bláha byl v letech 1989–1990 členem Celostátního stávkového výboru vysokých škol, později byl vedoucím představitelem Studentského parlamentu a členem Akademického senátu Veterinární a farmaceutické univerzity v Brně.
Už od začátku 90. let 20. století působí v Hnutí DUHA, kde založil v roce 1994 program Lesy (nyní program Krajina), jehož cílem je jednak ochrana zbytků málo narušených lesů a obnova míst ponechaných divoké přírodě a jednak zlepšení stavu hospodářských lesů změnou hospodaření směrem k šetrným, přírodě blízkým postupům. Vede kampaně za změny lesního hospodaření, lesního a mysliveckého zákona a ochranu divočiny v Národním parku Šumava. Usiluje o vyhlášení dalších míst ponechaných divoké přírodě. Patří k významným účastníkům rozepře o koncepci NP Šumava. Zde organizoval tři nenásilné veřejné blokády, které zachránily před vykácením mj. unikátní horský smrkový prales Trojmezná, prales u pramenů Vltavy a lesy u Ptačího potoka.
Podílel se na přípravě Národního lesnického programu II, nyní je členem jeho Koordinační rady. Spoluzakládal projekt vlčích hlídek a kampaň za ochranu velkých šelem. V letech 2004 až 2006 byl členem Vědecké sekce Rady NP Šumava. V letech 2003–2010 byl členem Myslivecké Rady ministra zemědělství. Je předsedou Ekologické sekce FSC ČR. Od roku 2016 je členem Rady Hnutí DUHA a od roku 2019 jejím předsedou.
Od roku 2019 je zastupitelem města Dobříše, od roku 2018 je v Dobříši členem Komise pro ekologii a životní prostředí.

## Ocenění
V letech 1999 a 2008 obdržel od slovenské Nadácie Zelená nádej středoevropskou Cenu za lesoochranářský čin roku, v roce 2000 Haas-Lechnerovu cenu v Německu a v roce 2003 cenu Přátel přírody. V roce 2014 převzal prestižní evropskou cenu nadace EuroNatur udělenou Hnutí DUHA za budování zelených a mírových mostů v Evropě při ochraně NP Šumava. V roce 2016 získal Cenu Josefa Vavrouška.